# Peter Pan och piraterna
Peter Pan och piraterna (eng. Peter Pan and the Pirates) är en amerikansk tecknad TV-serie som ursprungligen sändes 1990-1991, med repriser 1996-1997 och 1998 även på Fox Family. I Sverige visades serien på TV3 runt 2000-2003.

## Engelska originalröster
- Peter Pan - Jason Marsden
- Kapten Krok - Tim Curry
- Tingeling - Debi Derryberry
- Smee - Ed Gilbert
- Michael Darling - Whitby Hertford
- Wendy Darling - Christina Lange
- John Darling - Jack Lynch

m. fl.

## Svenska röster
- Peter Pan - Leo Hallerstam
- Kapten Krok - Magnus Roosmann
- Robert Mullins - Jan Simonsson
- Wendy Darling - Elenor Telcs